# Adipokinetische Hormone
Adipokinetische Hormone (AKH) sind eine Gruppe von Neuropeptiden, die bei Insekten in den Corpora cardiaca gebildet werden und den Energiestoffwechsel steuern. Insgesamt sind bis heute 30 verschiedene Varianten bekannt. AKH wirken zum größten Teil auf den Fettkörper und fördern den Abbau der darin gespeicherten Fette.
Der hohe Energieverbrauch beim Insektenflug wird durch Umstellung vom Kohlenhydratverbrauch auf den Verbrauch des großen Fettkörpers gewährleistet. Der Verbrauch der Fettsäuren im Muskel wird gesteigert. Heuschrecken fressen sich in ihrer solitären Phase einen möglichst großen Fettkörper an. Dieser wird dann während des Langstreckenfluges aufgrund seiner günstigen Energiebilanz genutzt. Dieser Prozess der Umstellung der Energiebereitstellung wird im Wesentlichen durch die AKH gesteuert.